# Werner Becker (Philosoph)

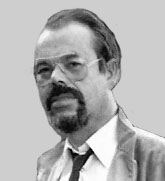
Werner Becker (1983)

Werner Becker (* 21. Februar 1937 in Lauterbach (Hessen); † 21. Juli 2009 in Frankfurt am Main) war ein deutscher Philosoph und Hochschullehrer.

## Leben und Werk
Werner Becker, Sohn von Luise Becker, geborene Becker, und des Kaufmanns Hans Becker, studierte Philosophie, Soziologie, Geschichte und Germanistik an den Universitäten von Frankfurt, Wien und Innsbruck. Er wurde 1963 in Frankfurt am Main bei Theodor Adorno um Dr. phil. promoviert und war einer seiner letzten Assistenten. Nach seiner Habilitation wurde er 1971 an der Johann Wolfgang Goethe-Universität Frankfurt am Main zum Professor für Philosophie berufen. Dort war Becker 1973/74 und 1981/82 Dekan des Fachbereichs Philosophie. Werner Becker war evangelisch, verheiratet mit Gabriele Becker, geborene Brandt, der Tochter des Ingenieurs und späteren Staatssekretärs Leo Brandt, lebte in Bad Homburg und hatte zwei Kinder (Ulrich und Georg).
In eindringlichen Textanalysen unterzog er Werke von Hegel und Marx einer immanenten und externen Kritik. Diese fand einen gewissen Abschluss mit den Büchern Die Achillesferse des Marxismus und Kritik der Marxschen Wertlehre, in denen er die „methodische Irrationalität“ der grundlegenden Theorien des Kapitals aufzudecken versuchte. 1982 veröffentlichte Becker sein analytisches Plädoyer für die liberale Demokratie Die Freiheit, die wir meinen. Hier zeigt er, dass die liberale Demokratie eine eigene Philosophie besitze, mit deren Hilfe sie offensiv gegen ideologische Angriffe von rechts und links zu verteidigen sei. 1987 folgte Becker einem Ruf auf eine Professur am Zentrum für Philosophie und Grundlagen der Wissenschaft der Justus-Liebig-Universität Gießen, wo er bis zu seiner Emeritierung im Jahre 2002 forschte und lehrte. Auch war er Gastprofessor an der Universität des Saarlandes, der Universität Mannheim, der Ludwig-Maximilians-Universität München, der Karl-Franzens-Universität Graz (Österreich) und der University of Wisconsin–Madison (WI/USA).
Das Dilemma der menschlichen Existenz ist Beckers letztes Buch, „in Freundschaft gewidmet“ seinem Gießener Kollegen Odo Marquard. Hier zeigt Becker, dass das Individualitätsbewusstsein an die Bewältigung des Dilemmas gebunden, ja sogar als Reaktion darauf entstanden ist, dass jeder Mensch um seine Endlichkeit weiß, doch nicht so einfach „aushalten“ kann, mit dem Tod als Ende des Lebens zu existieren.
Von 1988 bis 1993 war er Geschäftsführer der Allgemeinen Gesellschaft für Philosophie in Deutschland, 1991/1992 Gründungsdirektor des Instituts für Philosophie der Friedrich-Schiller-Universität Jena und 1996 bis 2001 Wissenschaftlicher Leiter der Merton-Lectures der Deutschen Börse AG.
Seit 1992 war er Mitglied des Collegium Europaeum Jenense, von 1992 bis 1995 Präsident des Institut International de Philosophie Politique in Paris.

## Ehrungen und Auszeichnungen
- 1995 – Schiller-Medaille der Friedrich-Schiller-Universität Jena
- 1997 – Medaille d’honneur de la Fondation Singer-Polignac (Académie française)

## Veröffentlichungen (Auswahl)
- Hegels Begriff der Dialektik und das Prinzip des Idealismus. Zur systematischen Kritik der logischen und der phänomenologischen Dialektik. Kohlhammer, Stuttgart 1969
- Idealistische und materialistische Dialektik. Das Verhältnis von Herrschaft und Knechtschaft bei Hegel und Marx. Kohlhammer, Stuttgart 1970; 2. Auflage ebenda 1972
- Hegels Phänomenologie des Geistes. Eine Interpretation. Kohlhammer, Stuttgart 1971
- Kritik der Marxschen Wertlehre. Die methodische Irrationalität der ökonomischen Basistheorien des Kapitals. Hoffmann und Campe, Hamburg 1972, ISBN 3-455-09071-0
- Selbstbewusstsein und Spekulation. Zur Kritik der Transzendentalphilosophie. Rombach, Freiburg i. Br. 1972, ISBN 3-7930-0973-4
- Die Achillesferse des Marxismus, der Widerspruch von Kapital und Arbeit. Hoffmann und Campe, Hamburg 1974. ISBN 3-455-09156-3
- Die Freiheit, die wir meinen. Entscheidung für die liberale Demokratie. Piper, München/Zürich 1982; 2. Auflage ebenda 1984, ISBN 3-492-02761-X
- Der Streit um den Frieden. Gegnerschaft oder Feindschaft – die politische Schicksalsfrage. Piper, München/Zürich 1984, ISBN 3-492-00654-X
- Elemente der Demokratie. Reclam, Stuttgart 1985, ISBN 3-15-008009-6
- Das Dilemma der menschlichen Existenz. Die Evolution der Individualität und das Wissen um den Tod. Kohlhammer, Stuttgart 2000, ISBN 3-17-016423-6

Ca. 50 Artikel über Außen und Innenpolitik, speziell Demokratie, in Frankfurter Neue Presse, Frankfurter Allgemeine, Die Welt.